# Dostihy smrti
Broadway Bill, česky Dostihy smrti, je americká komedie z roku 1934, kterou režíroval Frank Capra s Warnerem Baxterem a Myrnou Loy v hlavní roli. Film patřil mezi Caprovy oblíbené a tak jej v roce 1950 předělal jako Cesta k úspěchu.
V pozdějších letech distributor filmu Cesta k úspěchu, Paramount Pictures, získal práva i na snímek Dostihy smrti.

## Děj
Film pojednává o magnátovi J. L. Higginsovi, který je velmi tvrdý a přísný na svoji rodinu. Manžel jeho dcery se však zepře, protože již nechce pracovat v jeho továrně na papír a chce si splnit svůj velký sen a startovat se svým koněm Broadwayem na důležitém závodě. Musí to však dokázat bez manželčiny podpory, protože ta nechce přijít o pohodlí, které jí poskuteje otec a tak se snaží sám snaží získat prostředky na každodenní provoz koně a taky na zápisné do závodu. Pomůže mu naštěstí jedna z Higginskových dcer, Alice.

## Osoby a obsazení
| Warner Baxter      | Dan Brooks      |
| Myrna Loy          | Alice Higgins   |
| Walter Connolly    | J.L. Higgins    |
| Helen Vinson       | Margaret        |
| Douglass Dumbrille | Eddie Morgan    |
| Douglass Dumbrille | Eddie Morgan    |
| Raymond Walburn    | Col. Pettigrew  |
| Lynne Overman      | Happy McGuire   |
| Clarence Muse      | Whitey          |
| Margaret Hamilton  | Edna            |
| Frankie Darro      | Ted Williams    |
| George Cooper      | Joe             |
| George Meeker      | Henry Early     |
| Jason Robarts      | Arthur Winslow  |
| Ed Tucker          | Jimmy Baker     |
| Edmund Breese      | předseda senátu |